# Marcel Riethig
Marcel Riethig (* 24. Dezember 1982 in Göttingen) ist ein deutscher Diplom-Sozialwirt und Kommunalpolitiker (SPD). Seit dem Jahr 2021 ist er amtierender Landrat des Landkreises Göttingen in Niedersachsen.

## Leben
Marcel Riethig wuchs in Eddigehausen auf und besuchte das Otto-Hahn-Gymnasium in Göttingen, an dem er das Abitur ablegte. An der Georg-August-Universität Göttingen absolvierte er anschließend ein Studium der Sozialwissenschaften, das er als Diplom-Sozialwirt abschloss. Seit dem Jahr 2011 war er in der Kreisverwaltung des Landkreises Göttingen als Pressesprecher und Leiter der Stabsstelle Zentrale Steuerung tätig. Im Jahr 2014 wurde er zum Kreisrat gewählt und war als Dezernent verantwortlich für die Bereiche Jugend, Bildung, Arbeit, Soziales und Kultur. Im Jahr 2016 wurde er wiedergewählt.
Am 12. September 2021 trat Riethig zur Landratswahl an und erreichte 37,51 % der Stimmen. Nach der Stichwahl gegen Marlies Dornieden (CDU) am 26. September 2021 konnte er mit 63,5 % der Stimmen die Wahl für sich entscheiden. Er löste damit Bernhard Reuter ab, der zu den Wahlen 2021 nicht mehr antrat. Riethig gehört seit November 2021 dem Stiftungsrat der Südniedersachsenstiftung an und ist seit Oktober 2022 als Nachfolger von Reuter dessen Vorsitzender.
Riethig ist verheiratet und hat zwei Kinder.